# Hillsboro Beach
Hillsboro Beach – miasto w Stanach Zjednoczonych, w stanie Floryda, w hrabstwie Broward.